# Spargelwein
Als vergorenes Getränk aus Spargel existiert Spargelwein nur in historischer Fiktion. Mit Spargelwein wird heute Weißwein bezeichnet, der als besonders geeignet zum Genuss von Spargeln prämiert wird.

## Wein aus Spargel
In seiner «ungeschichtlichen historischen Komödie» Romulus der Grosse (1948/49) lässt Friedrich Dürrenmatt den Protagonisten Romulus immer wieder Spargelwein trinken – dabei handle es sich um ein vergorenes Spargelgetränk, wie aus den „Zehn Paragraphen zu Romulus der Grosse“, geschrieben 1949 für das Programmheft der Uraufführung am Stadttheater Basel, hervorgeht:
§ 10 Spargelwein wurde aus Spargelwurzeln gewonnen.
Ein Beleg dafür, dass es sich bei diesem Getränk um mehr als eine historische Fiktion Dürrenmatts handelt, konnte bislang aber nicht beigebracht werden. Die Behauptung in den Paragraphen ist damit ironisch gemeint.

## Wein zu Spargel
Welcher Wein am besten zu Spargel passt, hängt unter anderem von der Zubereitungsart des Gemüses ab. Generell ist der ideale „Spargelwein“ ein trockener Weißwein mit mittlerem bis vollem Körper und gut eingebundener, feiner Säure. Zwei bis drei Jahre Reife sind ebenso von Vorteil wie ein neutraleres Bukett ohne Botrytis- oder Holzton, um die feinen Spargelaromen nicht zu übertönen.